# Grindavíkurbær

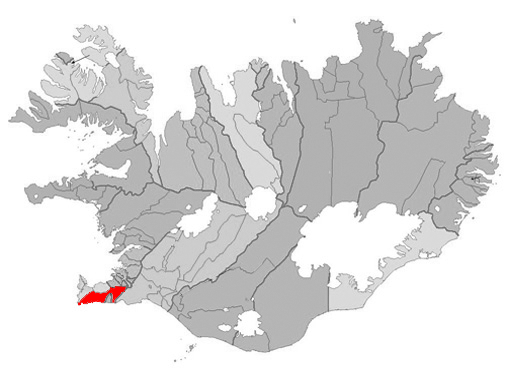
Grindavik

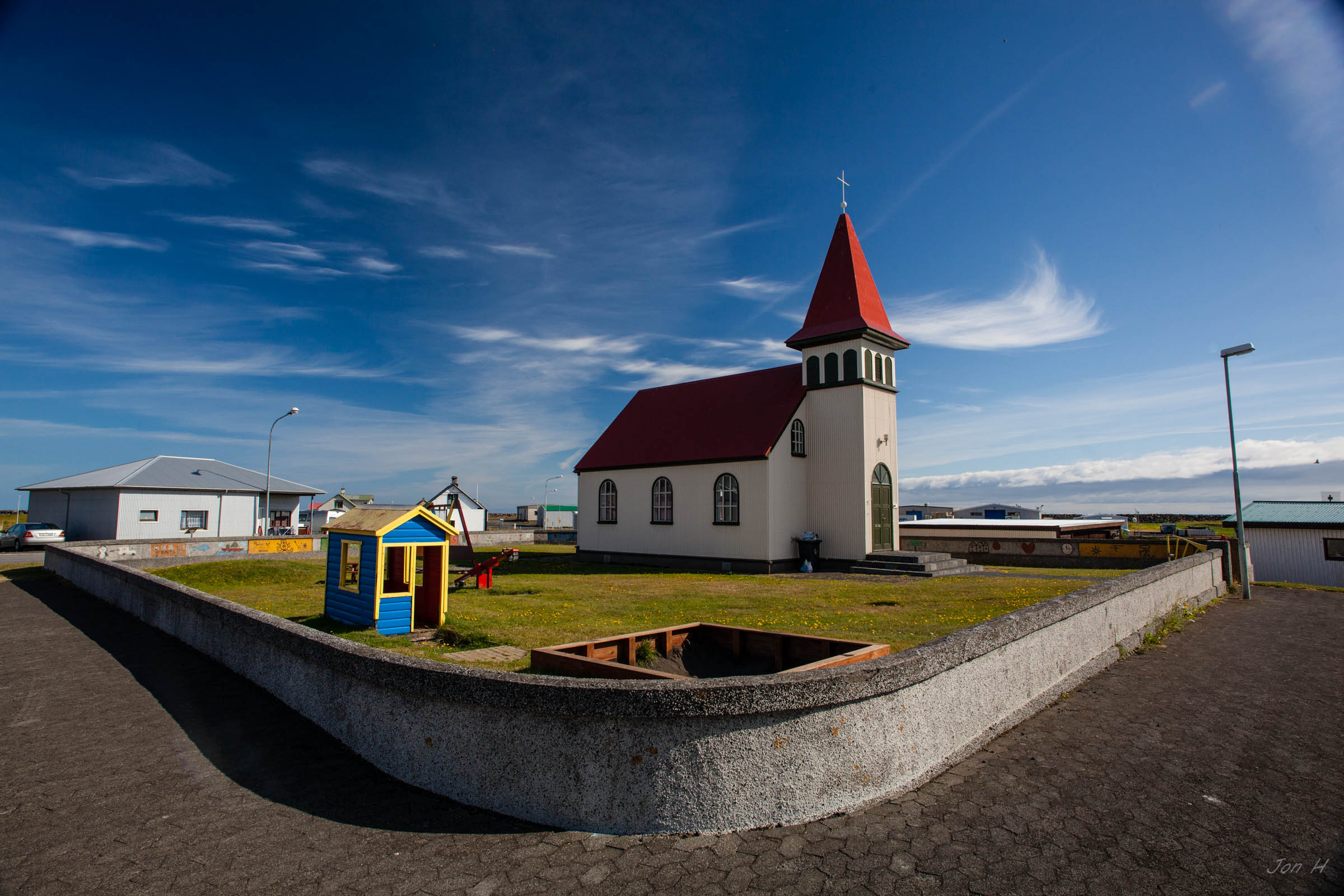
Grindavík

Grindavíkurbær är en kommun i republiken Island. Den ligger i regionen Suðurnes, i den sydvästra delen av landet, 30 km sydväst om huvudstaden Reykjavik. Grindavíkurbær hade 3 427 invånare 2019-01-01.
Inlandsklimat råder i trakten. Årsmedeltemperaturen i trakten är 0 °C. Den varmaste månaden är juli, då medeltemperaturen är 10 °C, och den kallaste är december, med −8 °C.